# NGC 3059
NGC 3059 is een balkspiraalstelsel in het sterrenbeeld Kiel. Het hemelobject werd op 23 maart 1835 ontdekt door de Britse astronoom John Herschel.

## Synoniemen
- ESO 37-7
- IRAS 09496-7341
- PGC 28298